# Epitoxis albifrons
Epitoxis albifrons är en fjärilsart som beskrevs av Embrik Strand. Epitoxis albifrons ingår i släktet Epitoxis och familjen björnspinnare. Inga underarter finns listade i Catalogue of Life.